# 피아노 소나타 5번 (베토벤)
《피아노 소나타 5번 다단조, 작품 번호 10-1》는 루트비히 판 베토벤에 의해 쓰인 피아노 소나타로, 세 개의 소나타(5번, 6번, 7번)로 이루어진 작품 번호 10 세트의 첫 번째 작품이다. 국내에서는 드물지만, 전체적으로 비극적이고 긴장감을 가진 것이 같은 다단조의 8번 소나타 "비창"과 유사하다고 하여, "작은 비창"(Little Pathétique)이라는 별칭을 갖고 있기도 하다.

## 개요
세 개의 소나타, 작품 번호 10 세트의 작곡 연도는 완전히 특정되어 있지는 않으나, 구스타프 노테봄의 연구에 따르면 1796년부터 1798년에 걸쳐 작성된 것으로 추정되고 있다. 초판은 1798년에 작품 번호 10으로 세 개의 작품이 모아져서 에데르 사를 통해 간행되었다. 세 개의 소나타는 모두 베토벤을 열심히 옹호한 안나 마가렛 폰 브로우네 백작부인에게 헌정되고 있다. 브로우네 백작부인은 작품 번호 10 세트 이외에도 브라니츠키의 발레 음악 《숲속의 아가씨 중 러시아 무곡 주제에 의한 열두 개의 변주곡, WoO 71》도 헌정받고 있지만, 1803년 5월 13일에 세상을 떠나게 되는데, 그녀의 죽음에 가슴 아파한 베토벤은 겔레트레의 시를 기반으로 한 《여섯 개의 가곡, 작품 번호 48》을 그녀의 남편으로 그의 후원자이기도 한 요한 게오르그 폰 브로우네 백작에게 헌정하고 있다.
이 5번 소나타의 제1악장과 제2악장은 1796년에 행해진 유럽 연주여행 전에는 이미 쓰여졌던 것으로 여겨진다. 처음에는 스케르초 또는 미뉴에트의 악장도 구상되고 있던 것으로 여겨지지만, 최종적으로는 파기되었고, 피아노 소나타 장르의 일련번호를 갖고 있는 작품으로서는 작곡자에게 있어 처음이 되는 3악장제로 쓰여졌다. 전3악장에 안착함으로서 빈의 4악장 형식의 전통을 탈출함과 동시에 작품의 힘과 내용의 응축도를 높이고 있으며, 산뜻해진 구성을 취하면서 느슨해지는 일 없이 알찬 내용을 담는 것에 성공하고 있다

## 악장 구성
작품은 전3악장으로 구성되어 있고, 연주 시간은 약 18분 정도 소요된다.

### 제1악장. 알레그로 몰토 에 콘 브리오
3/4 박자, 다단조, 소나타 형식.
서두의 첫 번째 주제는 결연한 주화음에 이은 만하임 악파풍의 상승음형 및 응답악구로 이루어져 있다(악보1). 곳곳에 삽입되는 휴부는 극적인 효과를 낳고 있다.
악보1
1마디의 휴지를 사이에 두고 4성으로 쓰여진 경과부로 들어가 알베르티 베이스 위에 평행조의 내림마장조로 제2주제가 제시된다(악보2).
악보2
제2주제가 발전하여 포르테시모에 도달하면 제1주제의 부점 리듬이 등장하고, 이후 코데타에서 기세를 거두고 차분한 어조로 제시부를 마무리한다. 제시부의 반복을 마치면 악보1을 다장조로 옮겨 전개부가 개시된다. 이어 바단조가 되어 새로운 소재가 도입된다(악보3).
악보3
이후 추이를 거쳐 재현부에 도달한다. 첫 번째 주제에 이은 두 번째 주제는 먼저 마장조로 재현되지만, 형식에 따른 다단조로 전환되어 다시 연주된다. 마지막에는 새로운 코다를 두지 않고 최강음으로 주화음을 쳐서 힘차게 끝낸다.

### 제2악장. 아다지오 몰토
2/4 박자, 내림가장조, 전개부의 생략된 소나타 형식.
잔잔한 악상 속에 풍부한 정감이 담겨 있으며, 작곡자의 작품 중에서도 손꼽히는 매우 아름다운 완서악장으로 완성되었다. 악장은 악보4의 첫 번째 주제로 시작한다.
악보4
악보4가 변주되면 장식음으로 채색된 경과구가 된다. 에드빈 피셔는 이것과 바흐의 파르티타 6번 사이에 수사적 유사성을 발견했다. 두 번째 주제는 내림마장조로 나오고(악보5) 극히 세세한 음표에 의해 변주된다.
악보5
이어지는 악상은 부점음표로 제시되고 3연부로 변주되어 고조된다. 전개부가 있어야 할 개소에서는 아르페지오로 포르테시모의 딸림7화음이 한 번만 울리고 즉시 재현부가 된다. 재현부에서 두 주제는 변주의 형태로 연주되고, 제1주제를 소재로 하는 코다를 거쳐 조용히 닫힌다.

### 제3악장. 프레스티시모 (다단조)
2/2 박자, 다단조, 소나타 형식.
매우 짧은 악장이면서도 창의가 공들여져 있어 알찬 내용을 자랑한다. 단독 악장으로는 채택되지 않았던 스케르초의 요소가 담겨져 있다는 시각도 있다. 도널드 프랜시스 토비는 이 악장의 박자와 급속한 템포 지정이 초래하는 어려움을 지적하고 있고, 카를 체르니는 여전히 완벽하게 연주되었을 때만 엄청난 유머를 이끌어낼 수 있다고 말하고 있다.
서두부터 섬뜩하고 긴박감 있는 제1주제가 연주된다(악보6). 피아노 삼중주 3번이나 피아노 협주곡 3번 등과 마찬가지로 작곡자의 다단조 작품에서 자주 볼 수 있는 유니즌에 의한 약음으로부터의 시작이다.
악보6
제1주제가 발전한 경과에서 16분 음표의 흐름이 일어나 단숨에 기세를 올린 후 페르마타에 의해 구분된다. 두 번째 주제는 내림마장조로 나오는 악보7이며, 첫 번째 주제와는 대조적인 성격을 가지고 있다.
악보7
이윽고 제1주제가 저음으로 나오면 현란한 패시지가 반복되어 극히 간소한 코데타를 두고 제시부의 반복이 된다. 불과 11마디로 이루어진 전개부는 악보6 서두의 소재로만 구성되며, 그 끝에는 교향곡 5번의 운명 동기와 비슷한 동기가 등장한다. 재현부에서는 다단조의 제1주제 뒤에 제2주제가 다장조로 나온다. 코다에서는 먼저 내림라장조의 두 번째 주제가 연주되지만, 점차 속도를 줄여 아다지오에 도달하면 후년의 피아노 소나타 17번(템페스트)을 떠올리게 하는 아르페지오가 삽입된다. 여기에서 원래 속도로 복귀하면 제2주제 요소에 제1주제가 조합되고, 마지막에는 잠잠해지면서 전 곡이 막을 내린다.

### 내용주
1. ↑  "TROIS SONATES pour le Clavecin ou Piano Forte"[4]